# بالتیمور (ایندیانا)
بالتیمور (به انگلیسی: Baltimore) یک منطقهٔ مسکونی در ایالات متحده آمریکا است که در شهرستان وارن، ایندیانا واقع شده‌است.